# Feira de Barcelos

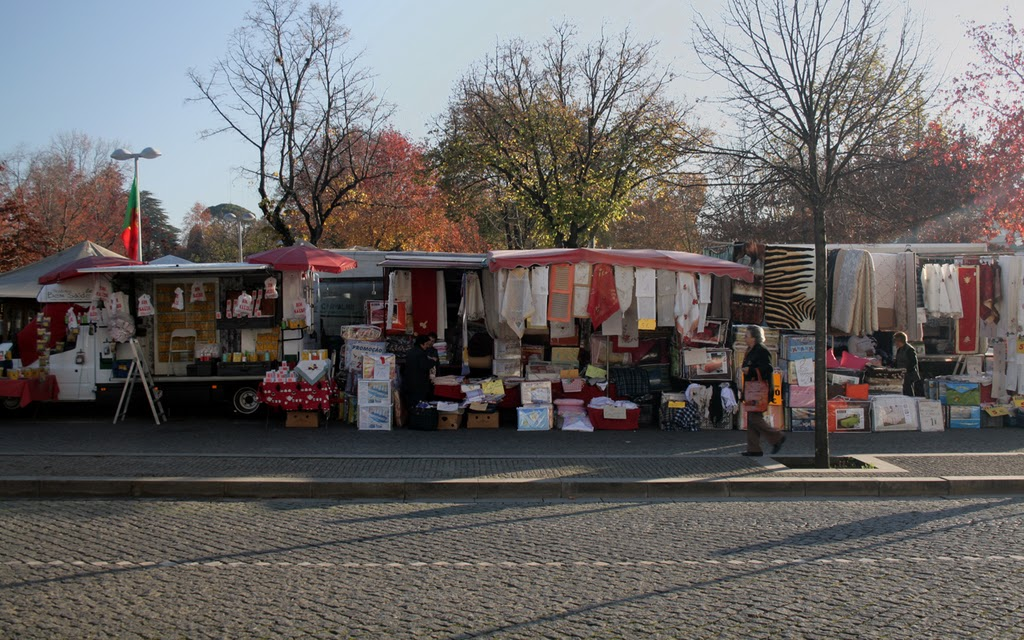

A Feira de Barcelos é o mercado semanal da cidade e município de Barcelos, cuja origem remonta ao século XV. Realiza-se semanalmente às quintas-feiras, no Campo da República, também conhecido como Campo da Feira.
É uma feira muito diversificada e colorida. Ali vende-se todo o tipo de artigos, desde frutas e legumes, animais vivos, artigos de pastelaria e charcutaria, roupa e calçado, e todo o tipo de artesanato do Minho, nomeadamente nas áreas da cestaria, da funilaria, dos bordados e da madeira. Afinal, Barcelos é a Capital do Artesanato![carece de fontes?]
A importância da feira semanal na vida social e económica da cidade e do concelho de Barcelos foram preponderantes para a atribuição em 2012 da classificação de Monumento de Interesse Público ao Campo da Feira.

## Ditos e escritos sobre a Feira de Barcelos
Plea sua cor e vivicidade, a feira de Barcelos tem sido fonte de inspiração para jornalistas, escritores e artistas de diversos quadrantes: 
- José Carlos de Vasconcelos, jornalista e escritor:[2];
- Mário Cláudio, escritor:;
- Maria do Pilar Figueiredo, escritora:[3]
- Carlos Bastos, pintor:[4]
- Lonnie Schlein, reporter fotográfico do New York Times:[5]

## A Feira de Barcelos online: Artesanato e Artesãos
Inspirado pelo carácter genuíno e marcadamente artesanal da feira de Barcelos, nasce o projecto virtual "Feira de Barcelos", com endereço em www.feiradebarcelos.com.
Trata-se de um projecto dedicado ao artesanato e aos artesãos de Barcelos, embora não exclua outras proveniências. Inclui uma loja virtual do artesanato local  e um directório de artesãos , em que se relata uma visita à oficina de cada artesão, dando a conhecer um pouco mais do seu universo pessoal. 
Este projecto é desenvolvido de forma independente e não tem qualquer ligação à Câmara Municipal ou a outros organismos institucionais.